# Łukasz Donaj
Łukasz Donaj (ur. 1976) – polski nauczyciel akademicki, profesor nadzwyczajny UAM, doktor habilitowany nauk społecznych w zakresie nauk o polityce.
Specjalista od stosunków międzynarodowych na obszarze postradzieckim, zajmujący się tematyką bezpieczeństwa, sytuacją wewnętrzną i zewnętrzną Ukrainy, swobodą prasy w krajach postradzieckich, komunikowania politycznego a także kwestiami prognozowania politycznego.

## Życiorys
W 2000 roku ukończył studia w Instytucie Nauk Politycznych i Dziennikarstwa na Uniwersytecie im. Adama Mickiewicza w Poznaniu otrzymując dyplom magistra w zakresie specjalności dziennikarskiej. Stopień naukowy doktora nauk humanistycznych w zakresie nauk o polityce uzyskał w 2004 roku (Polityka bezpieczeństwa niepodległej Ukrainy – INPiD UAM), a w 2014 roku –  stopień naukowy doktora habilitowanego nauk społecznych w zakresie nauk o polityce – specjalność: stosunki międzynarodowe (Uwarunkowania, przebieg i rezultaty transformacji na obszarze postradzieckim – Wydział Nauk Politycznych i Dziennikarstwa UAM).
Od 2005 do 2009 roku - adiunkt, prodziekan ds. studiów stacjonarnych Wydziału Studiów Międzynarodowych i Dyplomacji Wyższej Szkoły Studiów Międzynarodowych w Łodzi; od 2007 do 2009 roku pełnił także funkcję wiceprezesa łódzkiego oddziału Polskiego Towarzystwa Nauk Politycznych. Polskiego Towarzystwa Nauk Politycznych. W latach 2009 – 2015 - adiunkt w Zakładzie Stosunków Międzynarodowych WNPiD UAM; od 2015 – profesor UAM/uczelniany; kierownik studiów II stopnia na kierunku „stosunki międzynarodowe”; członek Rady Programowej kierunku studiów „Stosunki międzynarodowe” UAM oraz Rady Kształcenia Szkoły Nauk Społecznych UAM.
Członek: Polskiego Towarzystwa Nauk Politycznych, Polskiego Towarzystwa Studiów Międzynarodowych (od 2013 r. przewodniczący poznańskiego oddziału), Ośrodka Badań i Edukacji Europejskiej (2015-2019 – członek zarządu; od 2019 r. – członek Rady Programowej), Konsorcjum Akademickich Zakładów Studiów Strategicznych / Stowarzyszenia Studiów Strategicznych (od 2017 r.), Polskiego Towarzystwa Studiów Europejskich (od 2019 r.), Polskiego Towarzystwa Polityki Społecznej (od 2020 r.), Wydziałowej Grupy Badawczej Studia Graniczne i Regionalne (od 2023 r.), etc. 
Zastępca redaktora naczelnego redakcji „Przegląd Strategiczny”; członek redakcji (obecny lub były): „PolitBook”, „Youth. World. Politic”, „Человеческий капитал”; „Проблемы постсоветского пространства”, „Общество: политика, экономика, право”, „Refleksje”; „Теория и практика общественного развития”, „Общество: философия, история, культура”, „Общество: социология, психология, педагогика”, „Odesa National University Herald. Sociology and Politics”, “SKHID”, “Держава і право”, „Political Science Issues. Academic Journal”, “Journal of Political Research”, „Strategic Panorama” i “Вісник Київського університету. Міжнародні відносини”; współpracuje (recenzent) z: „R/evolutions. Global Trends & Regional Issues”, „Border and Regional Studies”, „Świat Idei i Polityki”, „Wschód Europy. Studia Humanistyczno-Społeczne”, „Przegląd Europejski”, „Civitas et Lex”, „Sensus Historiae. Studia interdyscyplinarne”, „Colloquium”, „Środkowoeuropejskie Studia Polityczne”, „e-Politikon”, „Rocznik Strategiczny”, „Athenaeum. Polish Political Science Studies”, „Acta Politica Polinica”, „Nowa Polityka Wschodnia”, „Studia nad Totalitaryzmami i Wiekiem XX”, „Eastern Review”, „The Polish Journal of Eastern European Caucasus and Central Asian Studies”, “Kultura i Społeczeństwo” oraz „International Studies. Interdisciplinary Political and Cultural Journal”.
Promotor i recenzent blisko 1000 prac dyplomowych (magisterskich i licencjackich) oraz seminaryjnych z zakresu „stosunków międzynarodowych”, „europeistyki”, „politologii”, „dziennikarstwa i komunikacji społecznej”, „zarządzania państwem” oraz „bezpieczeństwa narodowego”. Uczestnik - w charakterze promotora, recenzenta lub członka komisji - w kilkudziesięciu przewodach doktorskich oraz habilitacyjnych (w kraju i za granicą). Uczestnik blisko 600 konferencji, seminariów naukowych, webinariów.

## Wybrane publikacje
Autor/redaktor 13 monografii i ponad 200 artykułów oraz recenzji naukowych (opublikowanych po polsku, angielsku, rosyjsku, ukraińsku oraz kazachsku)..
1. Border Processes in Contemporary Baltic–Black Sea Region: Between (Re)Bordering and Debordering, autorzy: J. Janczak, T. Brańka, Ł. Donaj, w: Baltic-Black Sea Regionalisms. Patchworks and Networks at Europe's Eastern Margins, pod red.: O. Bogdanova, A. Makarychev, s.9-26. Cham, Springer 2020, ISBN (print): 978-3-030-24877-2, ISBN (online): 978-3-030-24878-9. DOI:10.1007/978-3-030-24878-9
2. Deterministic chaos theory and forecasting in Social Sciences. Contribution to the discussion. Przegląd Politologiczny [online], 1: 21-48. DOI: 10.14746/pp.2018.23.1.2.
3. Przegląd strategiczny bezpieczeństwa państw europejskich. Przegląd Strategiczny [online]. 15 grudnia 2017, nr 10, s. 425–444. DOI 10.14746/ps.2017.1.23.
4. Teoria szarych sytemów a prognozowanie w naukach społecznych. Przyczynek do dyskusji. Przegląd Strategiczny [online]. 10 stycznia 2017, nr 10, s. 43–52. DOI 10.14746/ps.2017.1.3.
5. Federacja Rosyjska a region Bliskiego Wschodu. W: Red. P. Osiewicz, Stosunki międzynarodowe w regionie Bliskiego Wschodu. Uwarunkowania wewnętrzne i zewnętrzne. Warszawa: Difin, 2016. s. s. 179–194.
6. Rosja oraz konflikt na Ukrainie w wypowiedziach byłego kanclerza Niemiec  G. Schrödera – analiza wybranych publikacji na rosyjskich stronach internetowych. Rocznik Bezpieczeństwa Międzynarodowego [online]. 2015, T. 9, nr 1, s. s. 31–43.
7. Wykorzystanie gier decyzyjnych/symulacyjnych w naukach społecznych. Wybrane problemy. Przegląd Strategiczny [online]. 2014, nr 1, s. s. 187–207. DOI: 10.14746/ps.2014.1.15.
8. KUCENKO, Anastazja. Gazprom i jego wpływ na współczesne bezpieczeństwo energetyczne Unii Europejskiej. Wybrane problemy. Przegląd Strategiczny [online]. 2011, nr 2, s. s. 335–350. DOI 10.14746/ps.2011.2.17.
9. Contemporary Chechnya conflict – nation-liberation fight or terrorism. Przegląd Strategiczny [online]. 2011, nr 1, s. 103–112.
10. Współczesna Ukraina, pod red. Ł. Donaja, A. Romaniuka, Łódź 2007, ISBN – 978-83-60902-52-3.
11. Polityka bezpieczeństwa niepodległej Ukrainy 1991 – 2004, Łódź 2005; ISBN – 83-88504-37-1
12. Media w systemie politycznym Federacji Rosyjskiej, Poznań 2001; ISBN – 83-87704-36-9
13. Россия – Польша: актуалные вопросы сотрудничествa. Сборник научных статей, pod red. В. В. Юдаев, Ł. Donaj, Moskwa 2013, ISBN –978-5-7139-1099-0.
14. Г.И. Авцинова, Е.С. Ахрамеева, Т.Б. Атаев, О.Е. Гришин, Л.И.  Гордеев, Л. Донай, О.Е. Микитенко,  О.А. Нестерчук, А.К. Сковиков, А.Э. Рудакова, Политика. Инновации. Технологии, Moskwa 2014 rok, ISBN – 978-5-600-00323-1.
15. Media w systemie politycznym Federacji Rosyjskiej, Poznań 2001; ISBN – 83-87704-36-9.
16. Polityka bezpieczeństwa niepodległej Ukrainy 1991 – 2004, Łódź 2005; ISBN – 83-88504-37-1.
17. Polityka bezpieczeństwa Ukrainy po 2014 roku, Poznań 2022, ISBN – 978-83-66740-57-0; e-ISBN – 978-83-66740-58-7.
18. Economy 4.0 and the Covid-19 Pandemic – A Review of Research, pod red.: K. Hajdera, Ł. Donaja, T. Herzoga, Berlin 2023, ISBN - 978-38-32556-73-0.
19. Spór japońsko-rosyjski o Wyspy Kurylskie, w: Spory – konflikty zbrojne – terroryzm. Dysfunkcjonalne czynniki współczesnych stosunków międzynarodowych, pod red. W. Malendowskiego, Poznań 2006; ISBN – 83-87704-99-7.
20. Pakty i konstytucje praw i wolności wojska zaporoskiego Pylypa Orlyka jako osiemnastowieczny przykład umacniania się idei parlamentaryzmu, w: Kultura parlamentarna epoki staropolskiej, pod red. A. Stroynowskiego, Warszawa 2013, ISBN – 978-83-7181-776-2.
21. Futurology and Heuristics (with Posthumanities in the Background). Selected Aspects; w: Przegląd Politologiczny, nr 3/2013; ISSN – 1426-8876, s. 7-26.
22. Wykorzystanie gier decyzyjnych/symulacyjnych w naukach społecznych. Wybrane problemy, w: Przegląd Strategiczny, nr 4/2014, ISSN – 2084-6991, s. 187-207. DOI: 10.14746/ps.2014.1.15.
23. Rosja oraz konflikt na Ukrainie w wypowiedziach byłego kanclerza Niemiec G. Schrödera – analiza wybranych publikacji na rosyjskich stronach internetowych, w: Rocznik Bezpieczeństwa Międzynarodowego, nr 9/2015, ISNN - 1896-8848, s. 31 – 43.
24. Teoria szarych systemów a prognozowanie w naukach społecznych. Przyczynek do dyskusji, w: Przegląd Strategiczny [online] 2017, nr 10, s. 43-52. ISSN – 2084-6991. DOI: 10.14746/ps.2017.1.3
25. Deterministic chaos theory and forecasting in Social Sciences. Contribution to the discussion; w: Przegląd Politologiczny [online]2018, nr 1, s. 21-48. ISNN – 1426-8876. DOI: 10.14746/pp.2018.23.1.2.
26. “Non-campaign of a non-candidate” – Alexei Navalny in the 2018 presidential election in Russia, współautor: N. Kusa, w: Środkowoeuropejskie Studia Polityczne [online], nr 3/2018; ISNN – 1731-7517. DOI: 10.14746/ssp.2018.3.2.
27. Polska w Układzie Warszawskim – wybrane problemy, w: Polska w instytucjach międzynarodowych w latach 1918-2018, pod red. E. Haliżak, T. Łoś-Nowak, A. Potyrała, J. Starzyk-Sulejewska, Warszawa 2019, ISBN – 978-83-7982-362-8, s. 331-347.
28. Inne subregionalne i regionalne mechanizmy bezpieczeństwa RP (OBWE, Rada Europy, Grupa Wyszehradzka, Rada Państw Morza Bałtyckiego), współautor: A. Pohl, w: Współczesne bezpieczeństwo Polski. Międzynarodowy wymiar instytucjonalny, pod red.: A. Wejkszner, S. Wojciechowski, Warszawa 2019, ISBN - 978-83-8085-947-0, s. 199-239.
29. Border Processes in Contemporary Baltic–Black Sea Region: Between (Re)Bordering and Debordering, współautor: J. Jańczak, T. Brańka, w: Baltic-Black Sea Regionalisms. Patchworks and Networks at Europe's Eastern Margins, pod red.: O. Bogdanova, A. Makarychev, Cham, Springer, 2020, s. 9-26. ISBN (print) - 978-3-030-24877-2, ISBN (online) - 978-3-030-24878-9. DOI:10.1007/978-3-030-24878-9
30. Volodymyr Zelensky: What has Been Done in the Past Year? What’s Next?, w: Rocznik Integracji Europejskiej, 14/2020, ISSN – 1899-6256, s. 101-112.
31. Rola Unii Europejskiej w promowaniu demokracji parlamentarnej w Kirgistanie, współautor: T. Usonova, w: Quo vadis Eurazjo? W poszukiwaniu nowych dróg partnerstwa, red. B. Hordecki, A. Jach, Poznań 2020, s. 335-344. ISBN 978-83-66740-14-3, DOI:10.14746/wnpid.2020.9788366740143.21.
32. Droga do władzy wiedzie przez hipokryzję i ofiary.” Wybory do Sejmiku Województwa Wielkopolskiego w 2018 roku, współautor: K. Duda,  w: Gra o regiony’2018. Wybory do sejmików województw, pod red. R. Alberskiego, M. Cichosz, Wrocław 2020 rok, s. 254 – 269. e-ISBN 978-83-960216-0-1, DOI:10.34616/129950.
33. Ewolucja przemówień Wołodymyra Zełenskiego jako prezydenta Ukrainy przed 24 lutego 2022 roku, współautor: M. Wochelski, Środkowoeuropejskie Studia Polityczne, nr 3/2022; ISNN – 1731-7517, s. 145-162, DOI:10.14746/ssp.2022.3.7.
34. Mniejszość rosyjska jako karta przetargowa w polityce FR wobec Azji Centralnej, w: Ziemie Zachodnie i Północne: Niemcy, mniejszości i migracje, bezpieczeństwo międzynarodowe. Księga jubileuszowa dedykowana profesorowi Andrzejowi Saksonowi, pod red. A. Stelmach, A. Barabasz, C. Trosiak. s. 387-393. Wydawnictwo Naukowe Wydziału Nauk Politycznych i Dziennikarstwa UAM, Poznań 2022.
35. Unia Europejska a Rosja w kontekście pełnoskalowej agresji z 2022 roku na Ukrainę. Wybrane zagadnienia, w: Sprawy zagraniczne, nr 1/2023, ISSN – 2956-5200, s. 66-81, DOI: 10.33896/SZ.2023.1.4
36. Mental Revival of Ukraine: A Stranger Among Friends?, współautor: H. Lavrynenko, Środkowoeuropejskie Studia Polityczne, nr 2/2023; ISNN – 1731-7517, s. 51-69, DOI: 10.14746/ssp.2023.2.3.
37. Unification Of Ukrainian Society In A Postwar Period As A Preventive Mechanism To Avert The Crisis Of State, współautor: H. Lavrynenko, w: Przegląd Strategiczny, nr 16/2023, ISSN – 2084-6991, s. 321-331, DOI: https://doi.org/ 10.14746/ps.2023.1.23